# 데이비드 버먼 (배우)

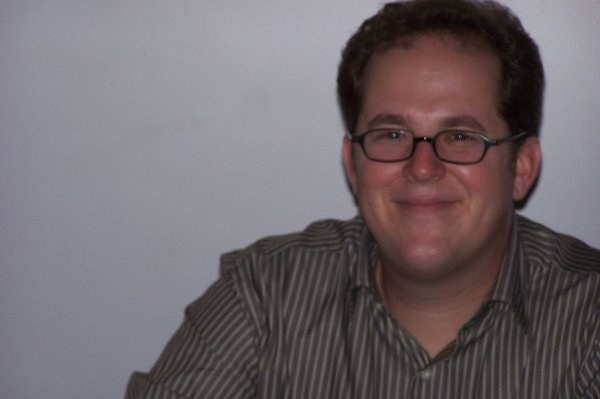

데이비드 버먼(영어: David Berman, 1973년 11월 1일 ~ )은 미국의 배우이다. 《CSI: 과학수사대》에서 데이비드 필립스 역을 맡고 있다.

## 출연 작품
- 호밀밭의 반항아 (2017년) - 샘 래드포드 박사 역
- 배니쉬드 (2006년)
- 아웃사이드 세일즈 (2006년)
- 반대표 - 바비 듀크스 이야기 (2004년)
- 위험한 연인 (1987년)

### 텔레비전
- CSI: 과학수사대 (2000-15)
- 체인지 디바 (2009-14)